# Telaprocera
Telaprocera Harmer & Framenau, 2008 è un genere di ragni appartenente alla famiglia Araneidae.

## Etimologia
Il nome deriva dal latino tela, cioè "ragnatela, tela", e procerus, cioè "lungo, alto", ad indicare le particolari dimensioni della tela orbicolare, sviluppata molto in altezza, se verticale, o in lunghezza, se orizzontale. La forma risulta appena romboidale con un rapporto 5:1 fra le due dimensioni.

## Distribuzione
Le due specie oggi note di questo genere sono state rinvenute in Australia: la specie dall'areale più vasto è la T. joanae reperita in alcune località della zona compresa fra il Queensland e lo Stato di Victoria.

## Tassonomia
Per alcuni particolari caratteri dovrebbe essere classificato fra gli Argiopinae, per altri ha strette somiglianze con i generi Kaira e Metepeira e quindi andrebbe ascritto fra gli Araneinae. Pertanto, in attesa di ulteriori ed approfonditi studi, la sua precisa definizione tassonomica fra gli Araneidae è ancora incerta.
Dal 2002 non sono stati esaminati esemplari di questo genere.
A maggio 2014, si compone di due specie:
- Telaprocera joanae Harmer & Framenau, 2008 — dal Queensland al Victoria (Australia)
- Telaprocera maudae Harmer & Framenau, 2008[3] — Queensland e Nuovo Galles del Sud (Australia)